# 丘比特与普塞克

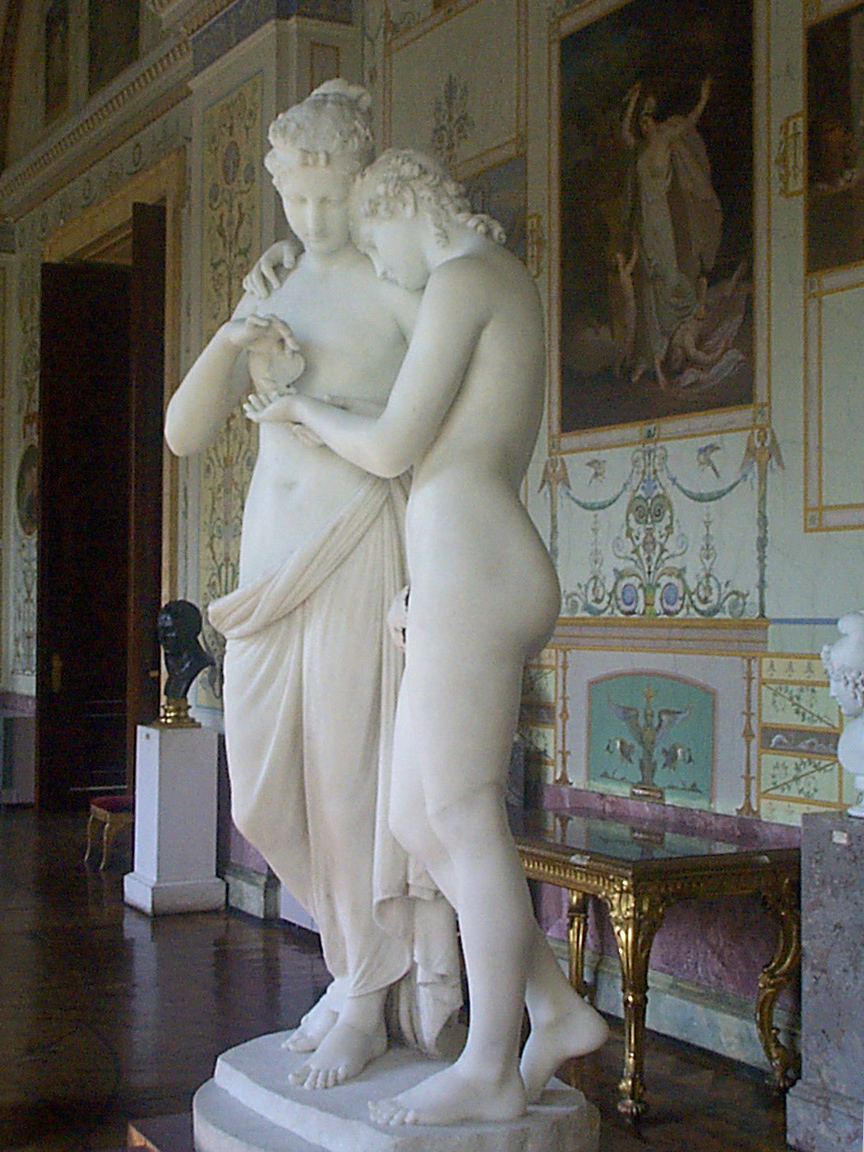
《丘比特和賽姬》，安东尼·卡诺瓦作于1808年。

丘比特与賽姬（别名埃罗斯与賽姬），是一个出现于阿普列尤斯的小说《金驴记》中的神话故事。阿普列尤斯很有可能用了其它更早出现的故事做为蓝本，增加了些戏剧效果。从此，它被人们看作一个讽喻故事。

## 神话

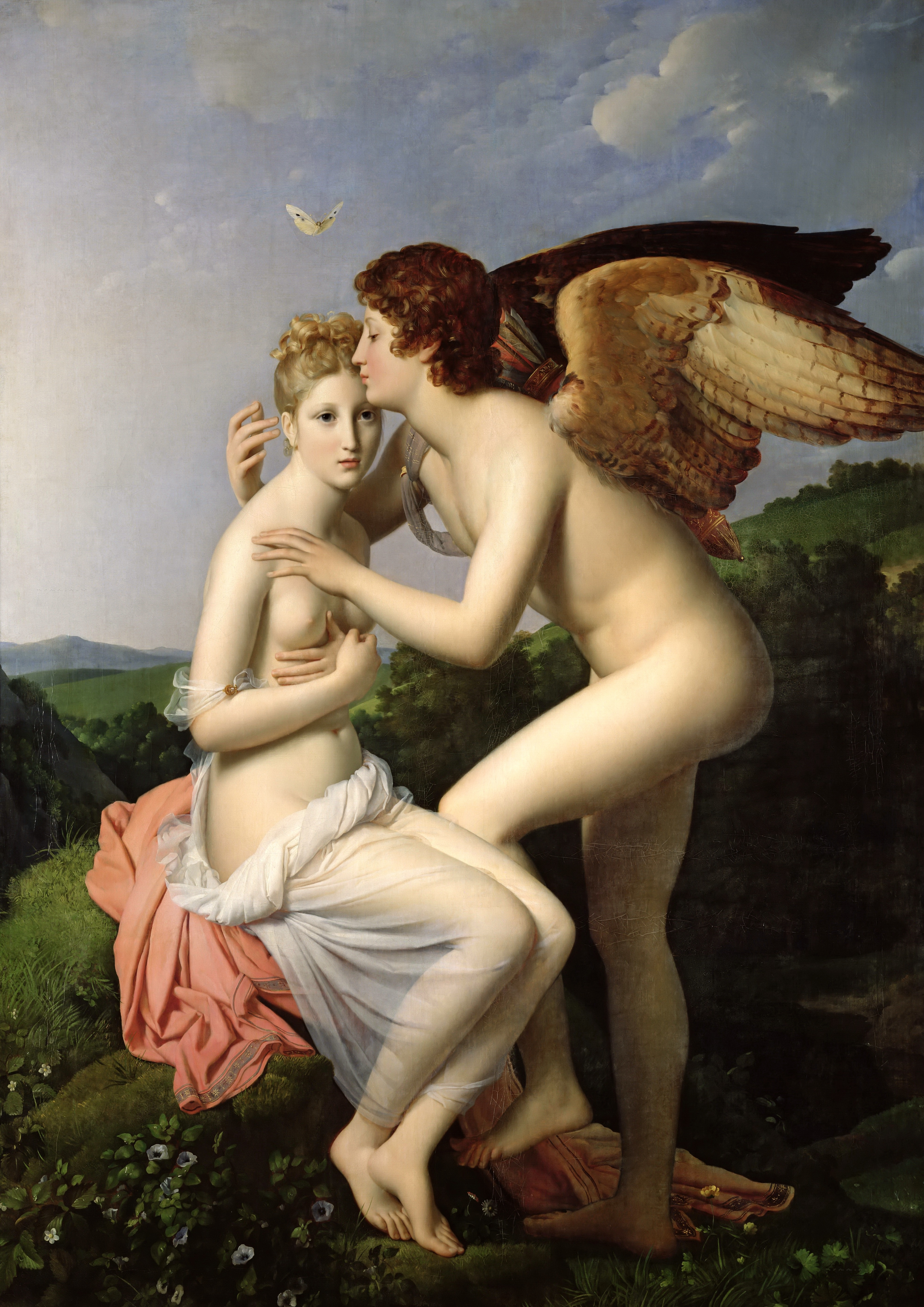
《賽姬与埃莫》，1798，弗朗索瓦·杰拉德，卢浮宫博物馆

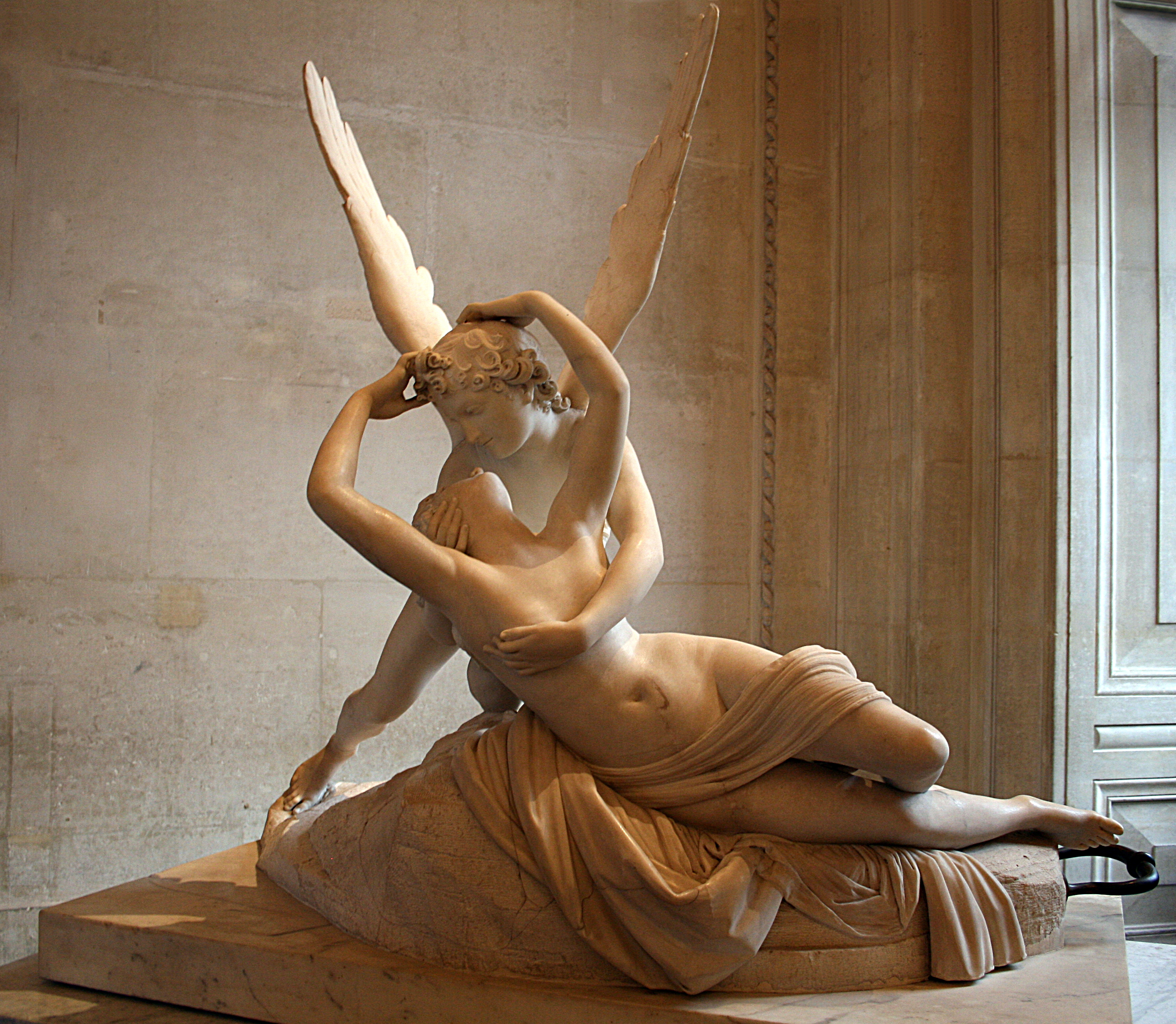
由丘比特之吻（1793年）安东尼奥·卡诺瓦（Antonio Canova）创作的《普赛克》

賽姬是一个国家的公主，美丽无双。她的美丽甚至能够与爱与美的女神维纳斯（希腊名阿佛洛狄忒）媲美，这让维纳斯嫉妒万分。维纳斯命自己的儿子，丘比特（希腊名埃罗斯），用金箭射中熟睡的賽姬，使她爱上世上最丑的怪物。丘比特夜晚从窗户飞入賽姬的房间，身为神的他是凡人看不见的，所以賽姬不可能看见他。丘比特心中觉得賽姬挺可怜的，她生的如此美丽，却给自己带来了厄运。这时，賽姬突然醒了。她虽然看不见丘比特，但她动人的双眼直视着他。丘比特一下子慌了神，不小心用手中的金箭划伤了自己，从而無可救药地爱上了眼前的賽姬。这时他原是孩童般的身躯也瞬间长成了青年般的壮阔。他觉得眼前的賽姬越发美丽，知道自己无法完成使命。他回禀维纳斯，维纳斯大怒之下对賽姬下了诅咒，让她无法找到合适的伴侣。丘比特十分不快，决定賽姬一天没有被解除诅咒，他就一天不射金箭，让维纳斯的宫殿被人们遗忘。
数月过去，在此期间没有生物——人类或动物——再相爱、结婚、或交配，地球开始渐渐变老。这影响到了维纳斯，因为不再有人为了丘比特的行为而歌颂她了。终于，她答应满足丘比特的愿望，允许他与賽姬在一起，但是丘比特必须立刻恢复工作。丘比特高兴地出发了，用他最快的速度射金箭，让一切恢复正常。人类重新开始相爱和结婚，动物也开始交配，地球又显得年轻了。
賽姬继续受着人们的敬仰，却没有人提出要娶她，她的父母为此到神殿听了神谕。神谕让他们把女儿賽姬遗弃在最近的山上，嫁给非人，因为她的美丽不是凡人能够拥有的。他们没有选择，只能悲痛地按照神谕指示地去做。但这时，西风之神将賽姬带到一个美丽的山谷中的宏伟宫殿里，宫殿中有隐形的仆人照顾她至黑夜。夜晚的黑暗中，神谕中非人的新郎来了，他们正式成为夫妻。丘比特每晚都会和她睡觉，但不让她开灯，因为他不希望在时机未成熟之时让她知道自己是谁。
因为賽姬十分想念山下的亲人，丘比特允许她让西风之神把两位姐姐请到他们住的宫殿来做客，但賽姬不能听进任何有关丘比特的舆论。賽姬的两位姐姐十分嫉妒賽姬能够拥有如此優渥的生活，便告诉那时已经怀着丘比特孩子的賽姬有一说说賽姬的丈夫是条巨大的蛇，等賽姬将要生下孩子时会进食将賽姬和她肚里的孩子吃掉。她们让賽姬在床下藏一把刀和一盏灯，在她丈夫熟睡时，用灯照亮他的面容，如果真如绯闻所说，就一刀刺死他。賽姬带着猶豫答应了。夜晚，賽姬用灯照亮自己丈夫的面容，她认出自己的丈夫竟是爱神丘比特。她不小心被丘比特身旁的金箭划伤了手指，从而也爱上了眼前的丈夫，轻轻的吻了他。她手一抖，不小心滴了一滴滚烫的灯油到丘比特肩膀上，丘比特惊醒，看到賽姬后发觉了发生了什么。他悲痛地说了句“爱情是不能与怀疑共存的”便飞离。伴随着他的消失，华丽的宫殿也消失了。賽姬悲痛万分的跪坐在地上，无比心痛。
賽姬回过神来发现自己在她其中一个姐姐所在的城中。她告诉了姐姐发生了什么，并骗她说她是绝望中跳下山顶被西风之神送到丘比特那里的。賽姬后来到了她另一个姐姐那里，告诉了她同样的东西。她两个姐姐分别到了山顶并满心期待地跳下，然而西风之神并没有接住她们，她们坠下高峰而死。
賽姬到处寻找着自己的恋人，终于在无心中到了一座神殿。神殿内一片狼藉，谷物、农具到处都是。賽姬便好心地收拾了那里。在她收拾完后，女神刻瑞斯（希腊名得墨忒耳）出现了。她没有帮賽姬找回丘比特，而是让賽姬去找一切纠结的根源维纳斯。賽姬又去朱诺（希腊名赫拉）的神殿找朱诺女神，但朱诺给她的答复和刻瑞斯一样。賽姬便寻到了维纳斯的神殿。维纳斯答应让她见丘比特，但是要完成一个任务。她将賽姬带到一个仓库一样的地方，里面有成山的多种不同的谷米。维纳斯让賽姬在夕阳西下前将谷米分类，放到一旁的大坛子里，并给了她硬面包作为晚饭。一只蚂蚁见賽姬可怜，便召集了同胞，帮賽姬分了类。
维纳斯得知賽姬成功完成任务后却怒气冲冠，让她再去一个金色羊毛的羊吃草的草原带一些金羊毛回来。賽姬到了草原中一条河的河边，河对面就是正吃着草的金羊。她正欲过河，河神突然出现，并告诉賽姬不要过河，因为金羊脾气暴躁，会用角顶她，让她等到中午羊吃完草到树荫下睡觉时，再取草地裡剩下的金毛回去交差。賽姬谢过河神后照办。后来，维纳斯又让賽姬从一个有著巨蛇护卫，凡人无法接近的裂缝中取水，这次一只鹰帮了她。
因为賽姬接二连三的好运激怒了维纳斯，打算给她一个真正不可能的任务。她说她为了照顾自己的儿子丘比特而变得憔悴起来，失去了一些美丽。她让賽姬去阴间找阴间的女王珀耳塞福涅，拜託珀耳塞福涅取一些美丽放到一个盒子里，让賽姬带回给维纳斯。賽姬想不到去阴间除了死有什么别的办法，于是爬到一座高塔上，準備跳下赴死。但塔突然说话了，塔告诉賽姬一条能够往返阴间的路线，并让她在塔内带走一个硬币和一块麵包。賽姬谢过了塔，便出发前往阴间。她在过阴间之河斯堤克斯时将硬币给了划船的渔夫卡戎，在离开阴间时将麵包扔给了看守阴间的三头犬刻耳柏洛斯，从而顺利离开。
然而，賽姬离开阴间后无法抗拒盒子里的美丽的诱惑，决定取一点出来敷在脸上去见丘比特。但她在打开盒子后看不见盒子里的美丽，只有化为烟的睡眠包裹了她，她陷入了沉睡。另一方面，丘比特被母亲关腻了，偷偷地飞了出来。他看见了倒在地上的賽姬，便唤醒了她，将睡眠放回盒子，抱着她飞到了奥林匹斯山见朱庇特（希腊名宙斯）。朱庇特召集了奥林匹斯诸神，正式将賽姬嫁给丘比特，并让賽姬喝下仙饌密酒，成为一名神，永远和丘比特在一起。维纳斯和賽姬也原谅了彼此。（一说维纳斯答应的理由是因为賽姬一旦离开了人间，维纳斯就会继续受人尊敬）

## 童话
据布鲁诺·贝特汉姆所记，《美女与野兽》是根据丘比特与普塞克的故事改编的。另外魯益師的神學向小說《裸顏》(Till We Have Faces)也是改編自這神話。